# 磁钟乡
磁钟乡，是中华人民共和国河南省三門峽市湖滨区下辖的一个乡镇级行政单位。

## 行政区划
磁钟乡下辖以下地区：
磁钟村、赵家后村、泉脑村、贾庄村、杨家窑村、寺庄村、杨家洼村和南鹿坡村。